# Конощенко Андрій Михайлович
Андрі́й Миха́йлович Коно́щенко (Грабе́нко) (нар. 13 жовтня 1857, Обознівка — пом. 30 червня 1932, Київ) — голова Херсонської губернської народної управи, український фольклорист-музикознавець, письменник, громадсько-політичний діяч; член Етнографічної комісії АН УРСР (з 1927 року), упорядник кількох збірок українських народних пісень (1900, 1902, 1906).

## Життєпис
Народився 13 жовтня 1857 року в с. Обознівка Бобринецького повіту Херсонської губернії Російська імперія (нині — Кропивницький район Кіровоградської області) у родині колишніх селян-кріпаків.
У 1876 році закінчив Єлисаветградське земське реальне училище, навчався у Петербурзькому гірничому інституті. Склав екзамен на народного учителя, вчителював у селах Херсонщини.
1885 року за участь у громадському українофільському гуртку, який очолював О. О. Русов, був висланий з Єлизаветграда до Херсона. З цього часу і до кінця життя перебував у центрі громадського і культурного життя Херсона.
1889 року він отримав посаду діловода, а наступного року — секретаря Херсонської губернської земської управи.
Був одним із засновників, а згодом, i головою херсонської української громади, до якої входили відомі діячі національної художньої культури. Разом з ними брав участь у виданні белетристичного збірника «Степ» (Херсон- С.-Петербург, 1886)
З відкриттям у 1908 році Херсонського відділення Російського музичного товариства активізував музичну діяльність: виступав на концертах як виконавець на віолончелі, скрипці, роялі. Виставляв образотворчі роботи: малюнки, різьблення, випалювання по дереву, вишивки тощо.
Під час недовгої на Херсонщині влади Української Народної Республіки у 1919 році А. Грабенко стає головою Херсонської губерніальної управи, а його секретарем працює Микола Чернявський. Це були перші державні службовці незалежної України на Херсонщині. Коли в 1922 році в Херсоні починає діяти Українська Автокефальна Православна Церква, то А.Грабенко стає активним парафіянином та, за переказами, добирає старовинні українські духовні розспіви для хору служби божої в хpaмi св. мучениці цариці Олександри.
Художник-аматор, любив малювати краєвиди Херсонщини; він — один із організаторів виставок Херсонського товариства любителів образотворчого мистецтва.
Після ліквідації у 1920 році громадського самоврядування на Херсонщині А. М. Грабенко продовжив службу в Херсонському українському банку (1920—1922), у Херсонській кооперативній організації «Райсоюз» (1922—1923). У 1924 році Андрій Михайлович Грабенко вийшов на пенсію і вів усамітнене життя.
1927 року був обраний членом Етнографічної комісії АН УРСР. Під час службових відряджень записував фольклорно-пісенні скарби українського народу (переважно на Єлизаветградщині, Київщині, Полтавщині, Одещині та Херсонщині). — записав близько тисячі народних пісень Згодом це дало змогу укласти й видати збірки українських народних пісень — «Українські пісні» (1900) та «Українські пісні з нотами» (1907—1909).
Під час репресій патріотична діяльність А.Грабенка не могла пройти поза увагою каральних органів, викликали його на допити по сфабрикованій справі Спілки визволення України у 1929 році разом з М.Чернявським. Літнього хворого чоловіка виселили у господарську будівлю поруч із домом.
Помер Андрій Михайлович Грабенко у 1932 році, похований на міському цвинтарі (нині могила втрачена).

## Сім'я
Був одружений. Було декілька дітей:
- Грабенко Олександр Андрійович (бл. 1883, Обознівка чи Єлисаветград — 15 серпня 1933, Херсон) — закінчив Херсонське реальне училище, помер від туберкульозу легенів під час голодомору[2];
- Грабенко Олена Андріївна (16 травня 1886 року, Єлисаветград — 1967) — закінчила Маріїнську жіночу гімназію у Херсоні, вступила у бойову групу есерів Бориса Савінкова, емігрувала до Франції, дружина Дьйордя Лукача, Йожефа Ріваї[2].

Доля інших дітей достаменно невідома.
Відомі нащадки:
- Конощенко Володимир Федорович — праонук, український хоровий диригент, композитор, педагог, музично-громадський діяч;
- Конощенко Тарас Володимирович — пра-праонук, оперний співак, артист-виконавець.

## Відомі люди про Грабенка

Лист управління Херсонського губернського старости з резолюцією виконуючого обов'язки голови Херсонської губерніальної народної управи А.Грабенка. м. Херсон. Вересень 1918 р.

Зі спогадів видатного херсонця, державного діяча, полковника Армії УНР, В.Кедровського, Андрій Михайлович Грабенко належав до когорти тих, що працювали методично, вперто, плодюче на рідній ниві, але без галасу та інших «атрибутів», які з'явилися пізніше в українському житті.
|  | Свою величезну й позитивну працю вони провадили без гопаків, без вареників, українських пирогів чи голубців, без вишивок і стрічок, що мало б назовні показувати їх українство. Вони не кричали на все горло і на всіх перехрестях, що вони – українські патріоти, націоналісти, українські діячі й т.п., що ми тепер так часто чуємо від деяких наших патріотів. Вони не домагалися признання, нагороди або заплати за свою патріотичну роботу. Вони були немов ті плугатарі, що глибоко й старанно орали національну ниву та засівали її зерном, з якого мала вирости прекрасна, обновлена українська нація. |

## Вшанування пам'яті в Україні

Меморіальна дошка на храмі Зосими й Савватія Соловецьких УПЦ КП у Херсоні

4 січня 2011 року у Херсоні за підтримки благодійної ініціативи «Героїка» та Херсонського осередку Спілки Української Молоді в Україні на будівлі храму Зосими й Савватія Соловецьких УПЦ КП (мікрорайон Текстильників, вул. Дмитра Марковича, 65) було відкрито меморіальну таблицю на честь Андрія Коношенка.
У 2016 році вулицю Петра Алексєєва перейменували у вулицю Андрія Грабенка